# Грб општине Крушевац
Грб општине Крушевац представља нехералдички штит са кулом, која својим горњим делом прераста оквире штита. У средњем делу грба налази се пехар у чијем се горњем делу налази ратничка кацига. У доњем делу пехара исписана је 1371. година.